# Puerta de Tierra
La Puerta de Tierra es un reducto de la que fuera muralla de entrada a la ciudad de Cádiz, Andalucía, España. Levantada en el siglo XVIII por Torcuato Cayón, la portada está labrada en mármol y está concebida más como retablo religioso que como fortificación militar. Está catalogado como Bien de Interés Cultural.
Es uno de los monumentos más significativos de la ciudad y separa en la actualidad, el Casco Antiguo (conocido popularmente como "Cádiz" o "Cádiz Cádiz") y la zona moderna (conocida popularmente como "Puerta Tierra" o "Extramuros") de la ciudad.

## Historia

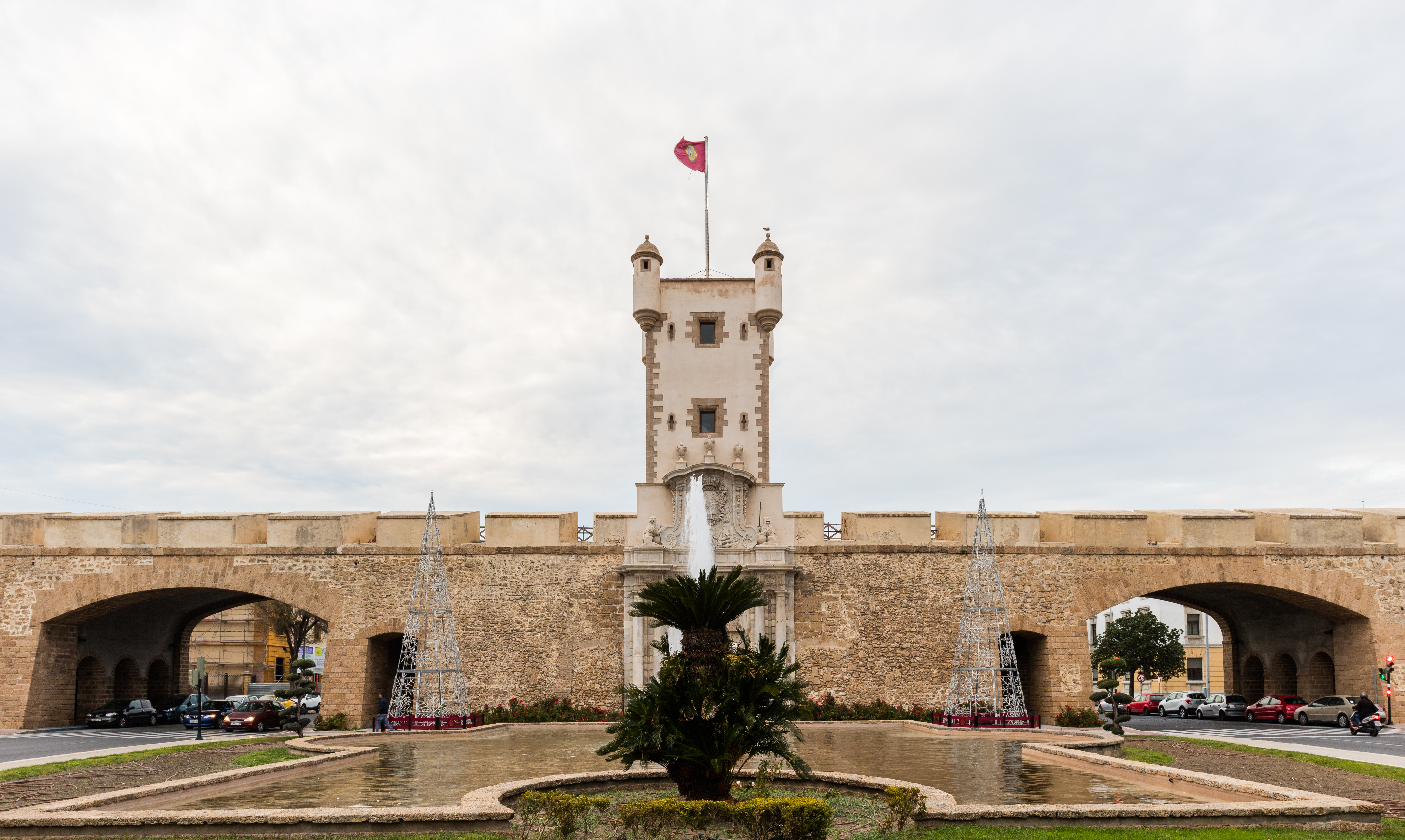
Puerta de Tierra, cara sur.

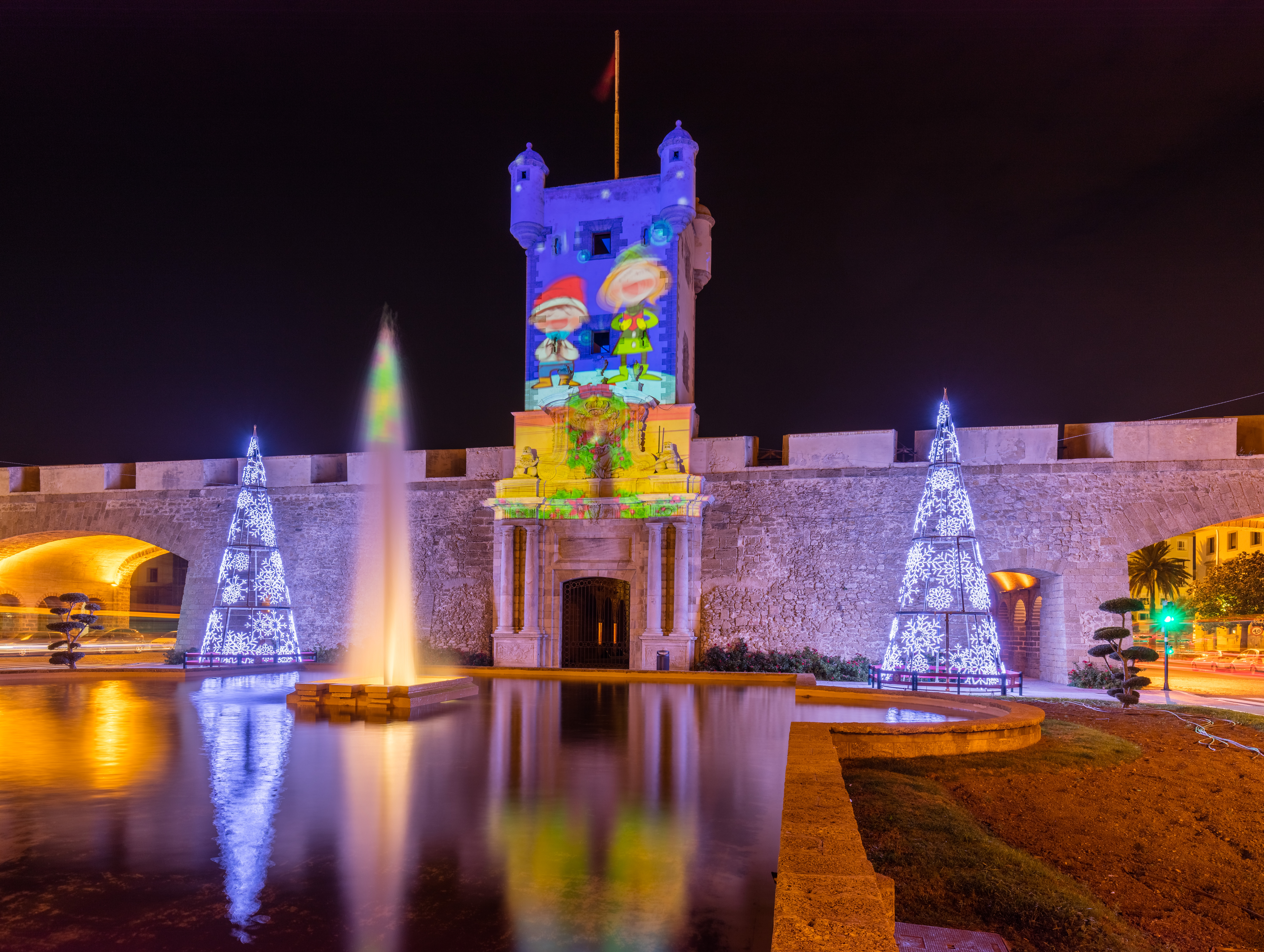
Puerta de Tierra con iluminación navideña.

En el siglo XVI se construyó la primera muralla en esta zona y en 1574 se realizó una ampliación para protegerla con dos baluartes. En el siglo XVIII adquirió su fisonomía definitiva. En el centro de la construcción se abre una portada de mármol diseñada por José Barnola, en 1756. Concebida más como retablo religioso que como fortificación militar, fue ejecutada bajo la dirección de Torcuato Cayón. Para la fachada que conduce al interior de la ciudad se construyó un pórtico de mármol a modo de arco de triunfo. 
El Torreón de Puerta de Tierra fue erigido a finales de 1850 para que sirviera como la torre n.º 57 de la línea de telegrafía óptica de Andalucía de José María Mathé, que podía enviar mensajes desde el Ministerio de la Gobernación (en Madrid) hasta Cádiz en casi dos horas, si las condiciones atmosféricas lo permitían. Hay muchas imágenes y algunos textos escritos que demuestran que este telégrafo óptico empezó a funcionar a partir de 1851 hasta finales de 1857, en que fue sustituido por la estación de telegrafía eléctrica, en el antiguo Palacio de la Aduana de Cádiz. Los partes telegráficos estaban destinados al gobernador civil de la provincia de Cádiz, pero a veces se publicaban en los periódicos locales, como El Nacional o el Boletín Oficial de la Provincia. El Torreón de Puerta de Tierra, aunque actualmente se haya olvidado, era conocido a finales del siglo XIX como la "Torre Mathé", en recuerdo del director de las Líneas de Telegrafía Óptica (que además creó el Cuerpo de Telégrafos en 1855). No tiene el típico diseño de las torres ópticas del brigadier Mathé (como Torrechica, en San Fernando).
En la primera mitad del siglo XX, ante el crecimiento de la ciudad por las áreas extramuros, se barajó la posibilidad de demoler todo el conjunto y permitir un mayor acceso a los vehículos al centro de la ciudad. Finalmente se decidió el relleno parcial de los fosos y la apertura de dos nuevos arcos en el lienzo de la muralla. Los trabajos fueron dirigidos por el arquitecto Antonio Sánchez Esteve. Sobre sus murallas ondea la bandera morada de su cantón.